# Il Rosi
Il Rosi is een plaats (frazione) in de Italiaanse gemeente Campi Bisenzio.